# Catherine McCormack
Catherine McCormack (Alton, 3 aprile 1972) è un'attrice britannica.

## Biografia
Si fa conoscere al grande pubblico nel 1995, recitando nel film Braveheart - Cuore impavido accanto a Mel Gibson, nella parte di Murron Mac Clannough, la sposa di William Wallace, barbaramente uccisa dai soldati inglesi. Nonostante gli iniziali successi cinematografici, l'attrice ha sempre dichiarato di prediligere il teatro. Nel 1998 impersona Veronica Franco, una delle più note e potenti cortigiane veneziane, nel film biografico-romantico Padrona del suo destino, che ne racconta l'educazione sentimentale anomala, il successo come poetessa e infine il processo per stregoneria. Nel 2001, nel film Spy Game, compare tra i protagonisti accanto a Robert Redford e Brad Pitt. Ottiene nel 2007 un ruolo nel film 28 settimane dopo. Nel 2017 appare in teatro nella versione teatrale de L'amica geniale, interpretando Lila, la coprotagonista.

## Filmografia

### Cinema
- Loaded, regia di Anna Campion (1994)
- Braveheart - Cuore impavido (Braveheart), regia di Mel Gibson (1995)
- Duello tra i ghiacci - North Star (North Star), regia di Nils Gaup (1996)
- Padrona del suo destino (Dangerous Beauty), regia di Marshall Herskovitz (1998)
- Ragazze di campagna (The Land Girls), regia di David Leland (1998)
- Ballando a Lughnasa (Dancing at Lughnasa), regia di Pat O'Connor (1998)
- L'amore dell'anno (This Year's Love), regia di David Kane (1999)
- The Debtors, regia di Evi Quaid (1999)
- Il mistero dell'acqua (The Weight of Water), regia di Kathryn Bigelow (2000)
- La voce degli angeli (A Rumor of Angels), regia di Peter O'Fallon (2000)
- L'ombra del vampiro (Shadow of the Vampire), regia di E. Elias Merhige (2000)
- Romantici nati (Born Romantic), regia di David Kane (2000)
- Spy Game, regia di Tony Scott (2001)
- Il sarto di Panama (The Tailor of Panama), regia di John Boorman (2001)
- Il risveglio del tuono (A Sound of Thunder), regia di Peter Hyams (2005)
- Renaissance, regia di Christian Volckman (2006)
- 28 settimane dopo (28 Weeks Later), regia di Juan Carlos Fresnadillo (2007)
- E lucean le stelle (The Moon and the Stars), regia di John Irvin (2007)
- The Fold, regia di John Jencks (2013)
- Magic in the Moonlight, regia di Woody Allen (2014)
- Il viaggio (The Journey), regia di Nick Hamm (2016)
- La promessa dell'alba (La promesse de l'aube), regia di Éric Barbier (2017)
- Il mio anno ad Oxford (My Oxford Year), regia di Iain Morris (2025)

### Televisione
- Armadillo, regia di Howard Davies – miniserie TV (2001)
- Midnight Man, regia di David Drury – miniserie TV (2008)
- Stevie, regia di Bryan Goeres – film TV (2008)
- Fuori dal ring (Lights Out) – serie TV, 13 episodi (2011)
- Lucan, regia di Adrian Shergold – miniserie TV (2013)
- Life in Squares, regia di Simon Kaijser da Silva – miniserie TV, puntate 1-3 (2015)
- Sherlock – serie TV, episodio speciale L'abominevole sposa (The Abominable Bride) (2016)
- Genius – serie TV, 4 episodi (2017)
- Temple – serie TV, 13 episodi (2019-2021)
- Slow Horses – serie TV, 4 episodi (2022)
- The Witcher – serie TV, episodio 3x03 (2023)
- Lockerbie - Attentato sul volo Pan Am 103 (Lockerbie: A Search For Truth), regia di Otto Bathurst e Jim Loach – miniserie TV (2025)

## Doppiatrici italiane
Nelle versioni in italiano delle opere in cui ha recitato, Catherine McCormack è stata doppiata da:
- Giò Giò Rapattoni ne L'amore dell'anno, 28 settimane dopo
- Alessandra Korompay in Braveheart - Cuore impavido, Temple
- Cristina Boraschi in Spy Game, Sherlock
- Franca D'Amato ne Il mistero dell'acqua, Lockerbie - Attentato sul volo Pan Am 103
- Rosalba Caramoni in Ballando a Lughnasa
- Isabella Pasanisi ne L'ombra del vampiro
- Michela Alborghetti ne Il sarto di Panama
- Claudia Catani in Stevie
- Daniela Abbruzzese ne La promessa dell'alba
- Barbara De Bortoli in The Penitent
- Eleonora De Angelis in Fuori dal ring
- Anna Cugini in Genius
- Alessandra Grado ne Il mio anno ad Oxford